# François Lecointre

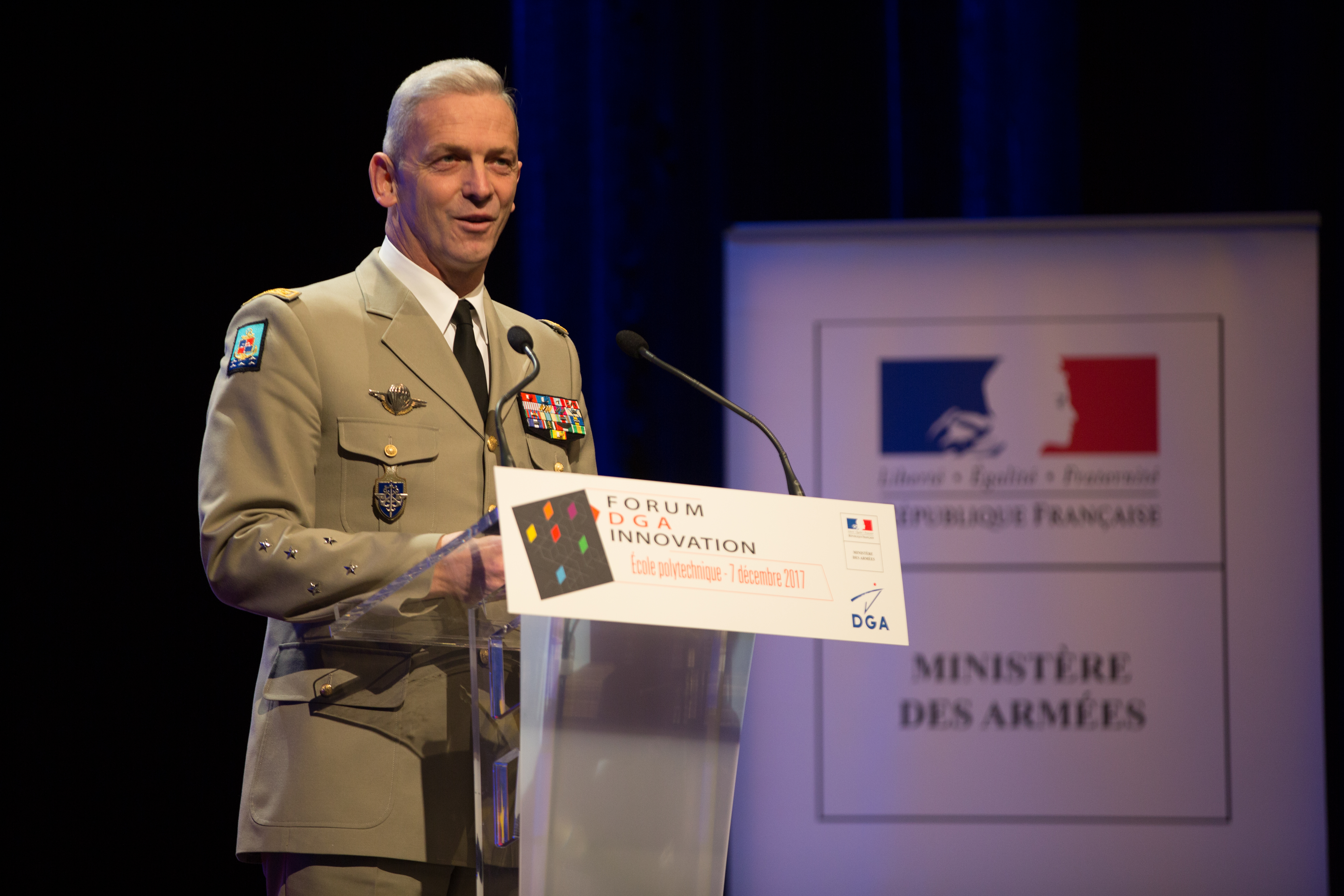
François Lecointre (2017)

François Lecointre (* 6. Februar 1962 in Cherbourg im Département Manche) ist ein französischer Général d’armée. Vom 20. Juli 2017 bis 21. Juli 2021 war er Chef des französischen Generalstabs.

## Leben
François Lecointre wurde 1962 in der Normandie geboren. Er ist verheiratet und Vater von vier Kindern.

### Militärische Laufbahn
Beförderungen
- Sous-lieutenant (1986)
- Lieutenant (1987)
- Capitaine (1991)
- Commandant (1996)
- Colonel-lieutenant (2000)
- Colonel (2003)
- Général de brigade (2011)
- Général de division (2015)
- Général de corps d’armée (2017)
- Général d’armée (2017)

Im Jahr 1984 trat de Lecointre in die Militärschule Saint-Cyr ein, um sich zum Offizier ausbilden zu lassen. Nach dem Abschluss folgten ab 1987 Einsätze bei verschiedenen Einheiten der Marineinfanterie der Französischen Streitkräfte. In den Jahren 1996 bis 1999 war er selber als Ausbilder an der Militärschule in Coëtquidan tätig. Von 2001 bis 2005 war er im Generalstab in Paris eingesetzt. Im Jahr 2005 wurde er Kommandant des 3. Marine-Infanterie-Regiments. Am 1. August 2011 wurde er zum Général de brigade befördert.
Im Generalsrang war er zwischen 2011 und April 2013 zunächst als Kommandant der 9. leichten Marine-Panzerbrigade in Poitiers stationiert und von Januar bis August 2013 erster Kommandant der European Union Training Mission Mali. Von 2013 bis 2016 war er im Generalstab in Paris eingesetzt. Während dieser Tätigkeit wurde er am 1. August 2015 zum Général de division befördert. Ab 2016 wurde er als militärischer Berater des Premierministers tätig. Auf diesem Posten wurde er am 1. März 2017 zum Général de corps d’armée befördert. Am 19. Juli 2017 wurde er zum Général d’armée befördert und am 20. Juli, als Nachfolger von Pierre de Villiers, zum Chef des französischen Generalstabs ernannt.

## Auszeichnungen
François Lecointre erhielt folgende bedeutende Ehrungen:
| Commandeur de la légion d'honneur             | Großoffizier (2018), Kommandeur (2014), Offizier (2006) und Ritter (1995) der Ehrenlegion |
| Commandeur de l'ordre du Mérite               | Kommandeur (2011) und Offizier (2002) des Ordre national du Mérite                        |
| Legion of Merit                               | Kommandeur des Ordens Legion of Merit (2018)                                              |
| Verdienstorden der Italienischen Republik     | Großoffizier des Verdienstordens der Italienischen Republik (2019)                        |
| Ordre national du Lion                        | Kommandeur des Ordre national du Lion                                                     |
| Verdienstorden der Bundesrepublik Deutschland | Großes Verdienstkreuz mit Stern des Verdienstordens der Bundesrepublik Deutschland (2021) |